# 1805 au Canada
Pour un article plus général, voir Chronologie du Canada.
Cet article traite des événements qui se sont produits durant l'année 1805 au Canada.

## Événements

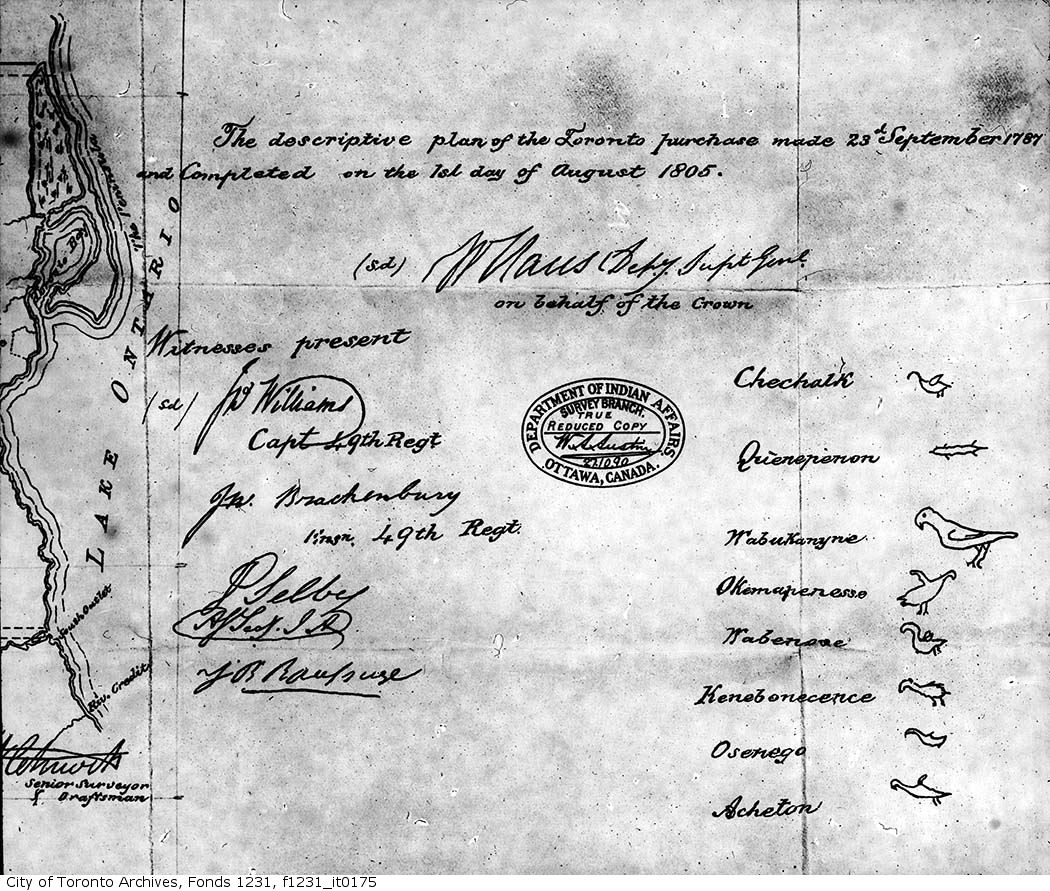
Ratification de l'achat de Toronto en 1805

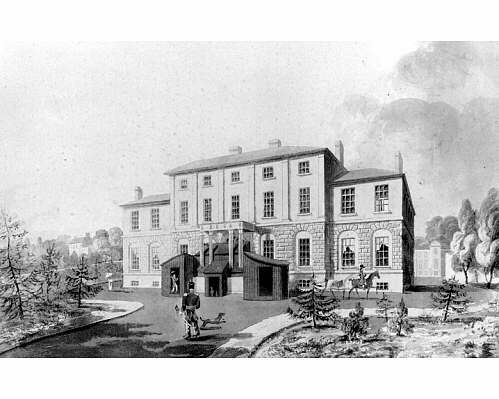
Hôtel du gouverneur à Halifax

- 5 janvier : les Britanniques, opposés aux concessions accordées aux Canadiens, fondent The Quebec Mercury, journal qui ridiculise les Canadiens et les idées politiques de leurs chefs parlementaires.
- 9 janvier : ouverture de la première session de la Quatrième législature du Bas-Canada.
- 1er février : Ouverture de la première session de la Quatrième législature du Haut-Canada (en).
- 8 février : « Querelle des prisons » entre anglophones et francophones au Canada au sujet du financement de la construction des prisons de Québec et de Montréal[1].
- 31 juillet : à quelques jours de son départ pour le Royaume-Uni, le gouverneur Milnes nomme Thomas Dunn administrateur de la province.
- 1er août : Ratification de l'Achat de Toronto qui avait été conclu avec les amérindiens en 1787.
- Août : à la suite du décès du lieutenant-gouverneur Hunter du Haut-Canada, Alexander Grant (en) le remplace.
- Octobre : le vice-admiral Andrew Mitchell commandant du HMS Cleopatra (1779) (en) ordonne d'utiliser la Presse ou enrôlement de force des gens dans la ville de Halifax afin de combler l'équipage du navire de la Royal Navy. Il s'ensuit une émeute violente dans Halifax (en).
- Octobre : Envoi de l'Irlande du 100e régiment d'infanterie de Dublin (en) à cause des guerres napoléoniennes en Europe vers la Nouvelle-Écosse. Deux navires les transportant devaient sombrer.
  - 22 octobre : naufrage du navire Two Friends (en) au large du Cap Breton avec 3 pertes de vie.
  - 23 octobre : naufrage du navire Aeneas au large de Terre-Neuve avec 271 pertes de vie.
- Douze habitants de Saint-Constant signent une pétition destinée à Napoléon Ier pour l’inviter à reconquérir le Canada.
- Établissement de Fort McLeod (en) par Simon Fraser aux Montagnes Rocheuses pour le compte de la Compagnie du Nord-Ouest.
- Le gouverneur de la Nouvelle-Écosse s'établit dans sa nouvelle résidence Hôtel du Gouverneur. Ce bâtiment est la première résidence officielle d'un gouverneur au Canada.

## Naissances
- 2 février : Joseph Dufresne, notaire et homme politique.
- 16 février : Edmund Walker Head, gouverneur général du Canada et lieutenant-gouverneur de l'Ontario et du Nouveau-Brunswick.
- 26 août : Joseph-Eugène-Bruno Guigues, premier évêque catholique d'Ottawa.
- 8 décembre : Amand Landry, homme politique acadien.
- 25 décembre : Jean-Baptiste-Antoine Ferland, prêtre et historien.
- Robert-Shore-Milnes Bouchette, militaire et homme politique.
- John McDougall, homme politique de Trois-Rivières.

## Décès
- 16 juin : Denis Viger, charpentier, homme d'affaires et homme politique.
- 21 août : Peter Hunter (en), lieutenant-gouverneur du Haut-Canada et chef militaire.
- 6 septembre : Jean Baillairgé, charpentier et architecte.
- 23 décembre : Francis Masson, botaniste.
- Pierre Passerat de La Chapelle, militaire.